# Gennadij Nikolajevič Rožděstvenskij
Gennadij Nikolajevič Rožděstvenskij (rusky Генна́дий Никола́евич Рожде́ственский, 4. května 1931, Moskva — 16. června 2018, tamtéž) byl sovětský a ruský dirigent, klavírista, hudební skladatel, pedagog, hudebně-veřejný činitel.

## Život

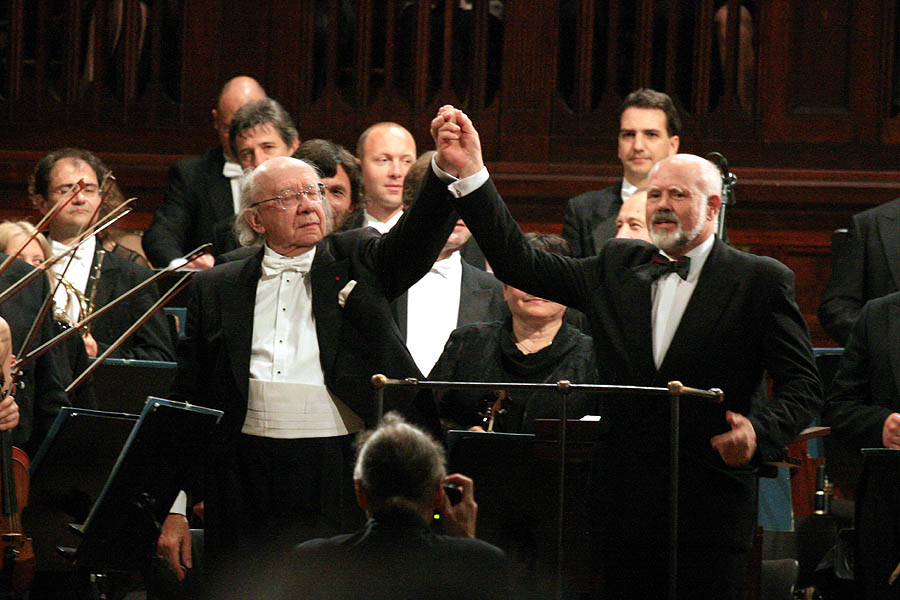
Gennadij Rožděstvenskij v Praze. Pražské jaro 2007.

Narodil se v Moskvě do rodiny dirigenta N. P. Anosovа a operní zpěvačky N. P. Rožděstvěnské.
Hudební vzdělání získal na Hudební škole sester Gněsinových a E. F. Gněsinové a Ústřední hudební škole při Moskevské konzervatoři P. I. Čajkovského, kde studoval klavír. V roce 1949 nastoupil na Moskevskou konzervatoř, do třídy klavíristy L. N. Oborinа a obor dirigování, kde byl jeho profesorem jeho otec N. P. Anosov. V roce 1954 konzervatoř úspěšně zakončil, a v roce 1957 získal absolutorium.
Jako dirigent debutoval v roce 1951 ve Velkém divadlе, kdy nastudoval balet P. I. Čajkovského Šípková Růženka.
Zemřel 16. června 2018 v Moskvě po delší nemoci. Poslední rozloučení a kremace se konaly 19. června. Urna s popelem bylo pochována na Vvěděnském hřbitově do hrobky jeho matky .

## Hudební činnost

### Práce sorchestry
Přes půl století řídil orchestry sovětské, ruské a zahraniční:
- 1951—1961 — Symfonický orchestr Velkého divadla v Moskvě (od roku 1954 asistent hlavního dirigenta, baletní dirigent)
- 1961—1974 — Velký symfonický orchestr Sovětského rozhlasu a televize (dnešní Velký symfonický orchestr P. I. Čajkovského) (šéfdirigent a umělecký ředitel)
- 1965—1970 — Symfonický orchestr Velkého divadla (šéfdirigent[3])
- 1974—1985 — Orchestr Moskevského komorního hudebního divadla (hudební ředitel)
- 1974—1977 — Královská filharmonie ve Stockholmu (dirigent a umělecký ředitel)
- 1978—1981 — Symfonický orchestr BBC (šéfdirigent)
- 1978—1982 — Symfonický orchestr Velkého divadla (operní dirigent)
- 1980—1982 — Vídeňský symfonický orchestr (šéfdirigent)
- 1981—1992 — Symfonický orchestr Ministerstva kultury SSSR (dnešní Státní akademická symfonická kapela Ruska) (šéfdirigent)
- 1991—1995 — Královská filharmonie ve Stockholmu (šéfdirigent)
- 2000—2001 — Symfonický orchestr Velkého divadla (šéfdirigent)
- od roku 2011 — Islandský symfonický orchestr (hostující dirigent)
- od roku 2011 — Symfonický orchestr Petrohradské filharmonie (hostující šéfdirigent)[4].

Kromě toho pracoval v různých letech také s Berlínským filharmonickým orchestrem, Královským orchestrem koncertgebouw (Amsterdam), symfonickými orchestry Londýnským, Chicagským, Clevelandským, Tokijským (byl čestným dirigentem orchestru Jomiuri) ad.
V sezoně 2000—2001 byl šéfdirigentem a generálním uměleckým ředitelem Velkého divadla.
Od 1. září 2012 byl hudebním ředitelem Moskevského státního akademického komorního hudebního divadla B. A. Pokrovského.

### Tvorba

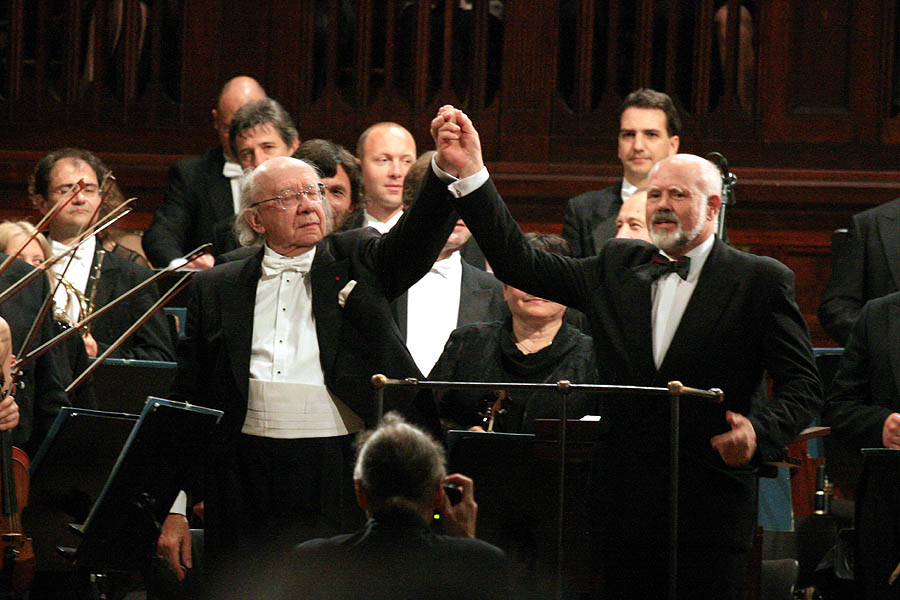
Gennadij Rožděstvenskij v Prage. Rok 2007.

S orchestrem Velkého divadla nastudoval asi 40 oper a baletů, včetně premiér některých baletů „Hrbatý koník“ R. K. Ščedrina (1960), „Carmen-suita“ na hudbu Georgese Bizet, v instrumentaci R. K. Ščedrina (1967), „Spartakus“ А. I. Chačaturjanа (1968), Louskáček P. I. Čajkovského (1966), opery „Lidský hlas“ F. Poulencа, světová premiéra první verze opery S. S. Prokofjeva „Hráč“ (2001). Dirigoval balety „Bachčisarajská fontána“ B. V. Asafjevа, „Labutí jezero“ P. I. Čajkovského, „Popelka“ S. S. Prokofjeva, „Báj o kamenném kvítku“ S. S. Prokofjeva. Také se zúčastnil provedení celé řady operních představení, např. „Kateřina Izmajlovová“ (Lady Macbeth Mcenského újezdu) D. D. Šostakoviče (1980) a „Zásnuby v klášteře“ S. S. Prokofjeva (1982).
Gennadij Rožděstvenskij také vedl aktivní pedagogickou a hudebně-popularizační činnost. Od roku 1974 vyučoval na katedře operně-symfonického dirigování Moskevské konzervatoře, od roku 1976 zde byl profesorem, od roku 2001 vedoucím katedry. Mezi jeho žáky patřili V. A. Poňkin, V. K. Poljanskij, V. V. Kožin, Т. K. Zangijev, А. R. Kašajev, S. Kondrašov, K. Chvatyněc, Т. A. Abdrašev.

## Ocenění
Za svou uměleckou činnost obdržel Gennadij Rožděstvenskij řadu významných ocenění:
- Hrdina socialistické práce (1990)
- Národní umělec SSSR (1976)
- Laureát Leninovy ceny (1970)
- Státní cena Ruské Federace (1995)
- Rytíř řádu Za zásluhy o vlast
- Řád Cyrila a Meetoděje (BLR, 1972)
- Důstojník Řádu čestné legie (Francie, 2003)
- Řád vycházejícího slunce 3. třídy (Japonsko, 2002)[6]
- Čestný komandér znamenitého Řád britského impéria (2014)[7]